# Britanska veja otoških keltskih jezikov
Britanska veja otoških keltskih jezikov so jeziki otoške keltske jezikovne skupine. Vanjo spadajo:
- bretonščina
- kornijščina
- kumbrijščina
- piktščina
- valižanščina